# 花與蛇
《花與蛇》（日语：花と蛇），為日本作家團鬼六所著作的性虐戀官能小說。該小說作品也被改編為電影、成人遊戲、成人動畫。整體而言是在講述對性的暴力以及對女性身體的扭曲。

## 改編作品

### 電影

#### 花與蛇
1974年6月22日上映，片長74分鐘。此部電影與後來的電影《生贄夫人》一起使日活免於倒閉。
| 演出表 - 遠山静子：谷直美 - 遠山千造：坂本長利 - 片桐誠：石津康彦 - 片桐美代：藤ひろ子 - ハル：あべ聖 - 課長：八代康二 - 緊縛師：高橋明 | 職員表 - 導演：小沼勝 - 劇本：田中陽造 - 攝影：安藤庄平 - 編集：鈴木晄 - 音樂：眞鍋理一郎 |

#### 花與蛇 地獄篇
1985年8月24日公開，片長69分鐘。
| 演出表 - 遠山静子：麻生かおり - 遠山京子：藤村真美 - 川田美津夫：中田讓治 - 銀子：清元香代 - マリ：渚あけみ - 朱美：染井真理 - 田代一平：仙波和之 - 遠山義隆：児玉謙次 - 津山淳：平泉成 | 職員表 - 導演：西村昭五郎 - 劇本：桂千穂 - 攝影：山崎善弘 - 編集：奥原好幸 |

#### 花與蛇 飼育篇
1986年3月8日公開，片長73分鐘。
| 演出表 - 遠山静子：小川美那子 - 遠山隆義：永井秀明 - 田代：港雄一 - 村瀬美津子：舵川まり子 - 藤原千代：矢生有里 - 杉本：坂元貞美 | 職員表 - 導演：西村昭五郎 - 劇本：掛札昌裕 - 攝影：野田悌男 - 編集：奥原好幸 |

#### 花與蛇 白衣縄奴隷
1986年12月6日公開，片長73分鐘。
| 演出表 - 山際美貴：真咲乱 - 竹内直江：小川美那子 - 伊藤希代子：江崎和代 - 大庭秀紀：野上正義 | 職員表 - 導演：西村昭五郎 - 劇本：掛札昌裕 - 攝影：野田悌男 - 編集：奥原茂 |

#### 花與蛇 究極縄調教
1987年12月5日公開，片長64分鐘。
| 演出表 - 遠山志津子：長坂しほり - 遠山久美子：速水舞 - 佐伯道子：水木薰 - 野沢俊介：中原潤 - 沼田：新海丈夫 | 職員表 - 導演：浅尾政行 - 劇本：片岡修二 - 攝影：佐藤徹 - 編集：冨田功 |

#### 花與蛇
2004年3月13日公開，片長115分。
| 演出表 - 遠山静子：杉本彩 - 遠山隆義：野村宏伸 - 田代一平：石橋蓮司 - 森田幹造：遠藤憲一 - 野島京子：森月未向 - ピエロ男：伊藤洋三郎 - M女：卯月妙子 | 職員表 - 導演、劇本：石井隆 - 攝影：佐藤和人、小松高志、柳田裕男 - 音樂：安川午朗 - 緊縛指導：有末剛 |

#### 花與蛇2 パリ/静子
2005年5月14日公開，片長113分鐘。
| 演出表 - 遠山静子：杉本彩 飾演 - 池上亮輔：遠藤憲一 飾演 - 池上小夜子：不二子 飾演 - 遠山隆義：宍戸錠 飾演 - 拍賣會的女生，貴子：荒井美恵子 飾演 - 拍賣會主持人：伊藤洋三郎 飾演 - 墨田：中山俊 飾演 - 及川清輝：品川徹 飾演 | 職員表 - 導演、劇本：石井隆 |

#### 花與蛇3
2010年8月28日。(107分鐘)
| 演出表 - 遠山静子：小向美奈子 - 遠山隆義：本宮泰風 - 野島京子：小松崎真理 - 鬼村源一(伊沢)：火野正平 - 折原珠江：水谷ケイ - 平原美佐江：琴乃 | 職員表 - 導演：成田裕介 - 劇本：我妻正義 - 製作：福原英行 - 音樂：石川光 - 攝影：藤澤順一 |

#### 花與蛇 ZERO
2014年5月17日公開，片長113分鐘。
| 演出表 - 雨宮美咲（刑事）：天乃舞衣子 - 遠山静子：濱田法子 - 瑠璃（主婦）：櫻木梨奈 - 遠山隆義：津田寛治 - 廣木：川野直輝 - 斎藤：榊英雄 - 艾迪：辻本祐樹 - 黒川：菅原大吉 - 馬場慶彦警部：木村祐一 | 職員表 - 導演：橋本一 - 編劇：港岳彦 |

### 游戏
2005年8月5日由élf公司發售的冒險類型成人遊戲。

### 動畫
2006年發售的成人動畫《花與蛇 The Animation》共3集，由すももフィルム製作。
集數列表
| 集數   | 標題 | 發售日        |
| ------ | ---- | ------------- |
| 第一章 |      | 2006年7月21日 |
| 第二章 |      | 2006年8月24日 |
| 第三章 |      | 2006年9月22日 |

| 配音員表 - 遠山静子：尾崎くみこ - 遠山桂子：真咲はな - 川田一夫：奥村祐司 - 鬼村源一：五木幸三 - 銀子：麻生れいこ - 朱美：清水ひとみ | 職員表 - 導演：竹羽正彦 - 企畫、劇本、製作人：中原研一 - 角色設計：ジェームス林 - 作畫監督：ジェイ・チャン - 分鏡：町田住人 - 美術：円堂霊介 |

## 外部連結
- 花與蛇3官方網站 （页面存档备份，存于）（日語）
- 花與蛇ZERO官方網站 （页面存档备份，存于）（日語）